# On a Sunbeam
On a Sunbeam é uma webcomic de ficção científica, da cartunista americana Tillie Walden., posteriormente foi lançado como uma novela gráfica. Situado em um mundo de ficção científica espacial, o enredo segue o desenvolvimento da protagonista Mia, que se junta à tripulação da nave de manutenção Aktis e tenta se reconectar com um amor perdido. Foi indicado ao Eisner Award de 2017 de Melhor Quadrinho Digital e a graphic novel ganhou o Los Angeles Times Book Prize de 2018.

## Enredo
A história se passa no espaço sideral que foi colonizado pela humanidade através de naves espaciais semelhantes a peixes. Além de outros planetas, a humanidade colonizou asteroides semelhantes a ilhas e construiu edifícios móveis e sem fundações.
A história se desenrola de forma não linear; uma série de flashbacks relacionados ao protagonista, Mia, são apresentados simultaneamente com os eventos atuais.
Cinco anos atrás:
Uma caloura na Cleary's School para Meninas, Mia é rebelde e apática sobre seus estudos, que provam afastá-la de seus colegas de classe. Mia é apaixonada por Lux, um esporte escolar em que os alunos constroem e pilotam hovercraft para obter orbes conhecidos como "planetas", e espera se tornar um piloto de Lux algum dia. Para este fim, ela se infiltra no ginásio Lux durante uma assembleia escolar, mas é pega e enviada para o escritório do diretor por invasão.
Lá, ela conhece Grace Hill, uma novata criativa, mas tímida. As duas garotas se tornam amigas, se aproximando depois que Mia luta contra um grupo de valentões para recuperar o valioso colar de Grace que foi roubado dela. eventualmente as duas se apaixonam.
No meio do ano letivo, Grace é convidada por sua enigmática família para voltar para casa. Ela revela a Mia que ela vem da Escadaria, um arquipélago flutuante localizado nos confins do cosmos. A Escadaria não é facilmente habitada devido às violentas tempestades que ameaçam corroer a superfície, mas é também lar de vida selvagem fantástica, fontes termais e a chamada "rocha curativa". Há muito tempo, a família Hill colonizou A Escadaria e começou a guerrear em sua defesa contra forças externas na esperança de usar os recursos naturais para si. Na sequência, um acordo mútuo ilegalizou a passagem pela fronteira da Escadaria. Grace foi entregue a Cleary, apesar dos protestos de sua família, graças a Alma e Charlotte (apelidada de "Char"), um casal e a tripulação do navio Aktis, que ajudam ilegalmente os presos na Escadaria a atravessar a fronteira. Agora, as formações rochosas no exterior da Escadaria estão previstas para mudar, bloqueando o único caminho para o interior, e os Hill querem que Grace retorne imediatamente, ou então correm o risco de nunca mais vê-la.
Os Hills enviam as irmãs de Grace para recuperá-la; elas chegam à noite e planejam partir na manhã seguinte. Naquela manhã, enquanto Mia faz seu caminho de seu dormitório para a suíte de Grace, ela é sequestrada e aprisionada em um armário por seus valentões, em busca de vingança pela briga. Mia consegue escapar, mas descobre que Grace e sua família já partiram.
O presente:
A essa altura, Mia se tornou mais responsável e emocionalmente reservada. Tendo se formado no ensino médio com um histórico acadêmico ruim, ela tem poucas perspectivas e, portanto, aceita uma posição na Aktis, que foi reformada e agora viaja por toda a galáxia, restaurando edifícios programados para reciclagem. Além de Alma e Char, a tripulação é composta por Jules, a indisciplinada sobrinha de Alma, e Elliot, um técnico não-binário e não-verbal. Em sua primeira tarefa de construção, a imprudência de Mia resulta em um colapso fundamental quase fatal. Char relata o incidente e é suspenso por supervisão negligente. Durante o período subsequente de tristeza, Jules revela que Elliot é um refugiado da Escadaria, que foi resgatado por Alma e Char em seus dias como criminosos. Isso leva Mia a pedir ajuda a Elliot e aos outros para se infiltrar na Escadaria, para que ela possa se reconectar com Grace e finalmente dar um final adequado ao relacionamento deles. Os outros aceitam e prometem acompanhar Mia em sua missão. Eles param na residência de Alma e Char em um planeta extraterrestre para se reunir com Char e planejar sua busca, antes de partir para a Escadaria.
Imediatamente após chegar à superfície da Escadaria, as coisas não saem como planejado. A tripulação encontra a casa no nível da superfície dos Hills deserta, raciocinando que as tempestades que pioraram devem ter exigido um êxodo em massa para as cavernas naturais da Escadaria. Eles descem para encontrar uma cidade subterrânea e são interceptados por um esquadrão de patrulha, fazendo com que eles se separem:
- Alma e Char são capturados e presos pela patrulha e acabam conhecendo a matriarca dos Hills.
- Jules tropeça mais fundo no subsolo e encontra uma Tessian Fox, uma criatura fantasmagórica nativa da Escadaria e considerada um símbolo espiritual pela população humana nativa. A Raposa revela que a névoa que a cerca é tóxica para os humanos, e Jules é envenenado. Com a ajuda do filhote de raposa, ela consegue chegar a Alma antes de perder a consciência, momento em que Alma é liberada e retorna ao Aktis para tratá-la.
- Elliot e Mia se separaram. Elliot se reconecta com um velho amigo, e sua história de fundo é revelada: eles já foram aprendizes de um cartógrafo chamado Sid. Depois que um Tessian Fox matou Sid, Elliot retaliou e matou o Fox, um ato de blasfêmia. Elliot foi marcado como fugitivo e garantiu passagem no Aktis para escapar da perseguição. Elliot vai a um memorial para Sid e é visto e ferido por policiais. Elliot foge, ajudando Char a escapar de sua prisão antes de seguir para o Aktis.
- Mia entra na cidade e vê uma das irmãs de Grace, convencendo-a a deixá-la ver Grace. Eles vão para a mansão subterrânea dos Hills, onde Grace trabalha como dramaturga. Mia e Grace se reconectam, com Mia se desculpando por não se despedir quando teve a chance e oferecendo a Grace um lugar na tripulação do Aktis. Embora inicialmente hesitante, Grace aceita, e os dois voltam para o navio bem a tempo antes de serem forçados a partir da Escadaria.

Um tempo não especificado depois, Jules e Elliot se recuperaram totalmente de seus respectivos ferimentos. Alma e Char decidem se estabelecer em sua residência e nomeiam Mia a nova capitã do Aktis. A nova tripulação parte para reparar mais edifícios e explorar a galáxia.

## Personagens
- Mia - protagonista da história. Ela se junta a um grupo de trabalhadores de manutenção no espaço sideral a bordo de uma nave espacial chamada Aktis, refletindo sobre o que a trouxe até lá, incluindo um relacionamento passado no internato com outra garota chamada Grace.[5][6][7] Ela tem duas mães, como a maioria dos personagens desta webcomic.[8]
- Elliot ("Ell") - O mecânico a bordo do Aktis, que não é binário.[7] Jo é mais tarde criticada por usar os pronomes errados para eles.[9][8] Eles se comunicam não-verbalmente com a tripulação.[10][8]
- Jo - Um supervisor temporário da equipe Aktis depois que Char é suspenso, que usa os pronomes errados para Ell em uma parte do quadrinho.[9][8]
- Alma e Char - Duas mulheres, e casadas, tripulantes do Aktis. Char é o capitão.[10]
- Julia ("Jules") - Um membro da tripulação do Aktis que é, como Ell, mais ou menos da mesma idade que Mia. sobrinha de Alma.[10]
- Grace - a namorada de Mia no internato[7][11] que vem de The Staircase, uma região fora dos limites do espaço sideral.

## Livros
O webcomic foi adaptado em uma graphic novel que foi lançada em outubro de 2018 pela First Second Books, com a edição do Reino Unido publicada pela Avery Hill Publishing.

## Recepção
As críticas ao webcomic foram positivas. Andrew Liptak, do The Verge, disse que o quadrinho é fantástico e "tem muito potencial". Rowan Hisayo Buchanan, do The Atlantic, observou que a resistência em ver o lucro como um "objetivo final" vai além da história em si para a maneira como foi feita, com toda a história em quadrinhos ainda "online mesmo após o acordo do livro", o que significa que é "simultaneamente gratuito e disponível para compra."